# TAEKO ONUKI meets AKIRA SENJU symphonic concert 2016
『TAEKO ONUKI meets AKIRA SENJU symphonic concert 2016』（タエコ・オオヌキ・ミーツ・アキラ・センジュ 2016）は、2016年12月21日に発売された大貫妙子のライブ・アルバム。千住明とのコラボレーションによる初のシンフォニック・アルバムとなっている。

## 概要
BOX『パラレル・ワールド』に続く40周年のアニバーサリー企画の第二弾として、東京芸術劇場にて12月22日に開催された初のシンフォニックコンサート「TAEKO ONUKI Symphonic Concert 2016」の前日に発売された。本作の音源は事前にレコーディングされたもので、アコースティックな小編成のものからオーケストラまで幅広いアレンジによって演奏されている。
コンサートにも出演する東京ニューシティ管弦楽団のほか、千住明が参加し指揮と編曲を担当している。内容は大貫の人気曲をメドレー式に編成した「Overture」や、大貫が作詞し、千住が作曲を担当した「Voyage」「金色の翼」のリメイクバージョン、大貫のアルバム曲「光のカーニバル」「突然の贈りもの」の新録音バージョンなどを収録している。
12月22日に開催されたコンサート「TAEKO ONUKI Symphonic Concert 2016」の映像は、DVDに加えて当日の演目から抜粋したライブCDを特典ディスクとして同梱した2枚組で2017年3月15日に発売された。

## 収録曲

### CD
| 全編曲: 千住明（#6を除く。#6: フェビアン・レザ・パネ）。 |                                                       |           |           |       |
| #                                                        | タイトル                                              | 作詞      | 作曲      | 時間  |
| 1.                                                       | 「Overture」(instrumental)                            | -         | 大貫妙子  | 5:10  |
| 2.                                                       | 「光のカーニバル」                                    | 大貫妙子  | 大貫妙子  | 3:13  |
| 3.                                                       | 「アフリカ動物パズル 〜メイン・テーマ」(instrumental) | -         | 大貫妙子  | 3:15  |
| 4.                                                       | 「金色の翼」                                          | 大貫妙子  | 千住明    | 4:21  |
| 5.                                                       | 「Voyage」                                            | 大貫妙子  | 千住明    | 5:57  |
| 6.                                                       | 「突然の贈りもの」                                    | 大貫妙子  | 大貫妙子  | 5:01  |
| 合計時間:                                                | 合計時間:                                             | 合計時間: | 合計時間: | 27:00 |

### TAEKO ONUKI Symphonic Concert 2016
| #   | タイトル                                | 作詞 | 作曲・編曲 |
| --- | --------------------------------------- | ---- | ---------- |
| 1.  | 「Overture」                            |      |            |
| 2.  | 「黒のクレール」                        |      |            |
| 3.  | 「夏に恋する女たち」                    |      |            |
| 4.  | 「突然の贈りもの」                      |      |            |
| 5.  | 「RAIN」                                |      |            |
| 6.  | 「哀しみの足音」                        |      |            |
| 7.  | 「Voyage」                              |      |            |
| 8.  | 「光のカーニバル」                      |      |            |
| 9.  | 「アフリカ動物パズル ～メイン・テーマ」 |      |            |
| 10. | 「ピーターラビットとわたし」            |      |            |
| 11. | 「金色の翼」                            |      |            |
| 12. | 「Tema Purissima」                      |      |            |
| 13. | 「幻惑」                                |      |            |
| 14. | 「TANGO」                               |      |            |
| 15. | 「グランプリ」                          |      |            |
| 16. | 「RENDEZ-VOUS」                         |      |            |
| 17. | 「Shall We Dance?」                     |      |            |

| #   | タイトル                     | 作詞 | 作曲・編曲 |
| --- | ---------------------------- | ---- | ---------- |
| 1.  | 「Overture」                 |      |            |
| 2.  | 「黒のクレール」             |      |            |
| 3.  | 「夏に恋する女たち」         |      |            |
| 4.  | 「突然の贈りもの」           |      |            |
| 5.  | 「RAIN」                     |      |            |
| 6.  | 「哀しみの足音」             |      |            |
| 7.  | 「ピーターラビットとわたし」 |      |            |
| 8.  | 「Tema Purissima」           |      |            |
| 9.  | 「幻惑」                     |      |            |
| 10. | 「TANGO」                    |      |            |
| 11. | 「グランプリ」               |      |            |
| 12. | 「RENDEZ-VOUS」              |      |            |
| 13. | 「Shall We Dance?」          |      |            |

## 演奏者
- Vocal：大貫妙子
- 演奏：東京ニューシティ管弦楽団
- Piano, Celesta：フェビアン・レザ・パネ
- Guitars：小倉博和
- Bass：鈴木正人
- Drums：林立夫